# Nordische Skiweltmeisterschaften 1929/Teilnehmer (Jugoslawien)
| Goldmedaillen | Silbermedaillen | Bronzemedaillen |
| ------------- | --------------- | --------------- |
| —             | —               | —               |

Jugoslawien nahm an den 6. Nordischen Skiweltmeisterschaften, die vom 5. bis 10. Februar 1929 in Zakopane in Polen stattfanden mit fünf Skisportlern in den offiziellen Einzelwettbewerben teil. Dazu kam eine aus vier Mann bestehende soldatische Mannschaft für die Militärpatrouille zuzüglich nicht bekannter Ersatzleute.
Die jugoslawischen Skiläufer traten in den beiden Skilanglaufwettbewerben über 18 und 50 km an. Über die Kurzstrecke erzielte Joško Janša mit dem 16. Rang das beste Ergebnis seiner Mannschaft. Zudem meldeten die jugoslawischen Teilnehmer auch für die alpine Abfahrt.
Im nicht zur Weltmeisterschaft zählenden Militärpatrouillenlauf belegten die Südslawen unter sechs Teilnehmern den fünften Platz.

## Teilnehmer und Ergebnisse
| Sportler     | Verein              | Skilanglauf 18 km | Skilanglauf 50 km | Skispringen K-60 | N. Komb. 18 km / K-60 | Ski Alpin Abfahrt | Patrouille 28 km |
| ------------ | ------------------- | ----------------- | ----------------- | ---------------- | --------------------- | ----------------- | ---------------- |
| Tomaž Godec  |                     | 26.               | 28.               | –                | –                     | –                 | –                |
| Janko Janša  | SK Ilrija Ljubljana | 29.               | DNS               | –                | –                     | DNS/F             | –                |
| Joško Janša  | SK Ilrija Ljubljana | 16.               | DNS               | –                | –                     | DNS/F             | –                |
| ? Jenke      |                     | –                 | –                 | –                | –                     | –                 | 5.               |
| ? Klarora    |                     | –                 | –                 | –                | –                     | –                 | 5.               |
| Stane Kmet   | Ljubljana           | 35.               | DNS               | –                | –                     | DNS/F             | –                |
| ? Predajenic |                     | –                 | –                 | –                | –                     | –                 | 5.               |
| Boris Režek  | Ljubljana           | DNS/F             | –                 | –                | –                     | –                 | –                |
| ? Zupan      |                     | –                 | –                 | –                | –                     | –                 | 5.               |

## Legende
- DNS = Did not start (nicht gestartet)
- DNS/F = Did not start oder Did not finish (unklar ob nicht gestartet oder nicht beendet)